# Delilah (album Tom Jones)
Delilah è l’ottavo album in studio del cantante gallese Tom Jones, pubblicato nel 1968.

## Tracce
Side 1
1. Delilah (Barry Mason, Les Reed) – 3:26
2. Weeping Annaleah (Mickey Newbury, Dan Folger) – 3:26
3. One Day Soon (Francis Lai, Don Black) – 2:39
4. Laura (Leon Ashley, Margie Singleton) – 3:25
5. Make This Heart of Mine Smile Again (Sol Parker, Kelly Owens) – 2:39
6. Lingering On (Scott English, Stanley J. Gelber, James Last) – 3:15

Side 2
1. You Can't Stop Love (Gordon Mills, Les Reed) – 3:05
2. My Elusive Dreams (Curly Putman, Billy Sherrill) – 3:18
3. Just Out of Reach (Of My Two Open Arms) (Virgil F. Stewart) – 2:44
4. Only a Fool Breaks His Own Heart (Shelly Coburn, Norman Bergen) – 2:35
5. Why Can't I Cry (Johnny Harris, Kim Clarke) – 3:10
6. Take Me (George Jones, Leon Payne) – 3:12